# 青春の役立たず
「青春の役立たず」（せいしゅんのやくたたず）は、1986年2月26日に発売された爆風スランプ5枚目のシングル。

## 概要
最初はカップリング曲「青春りっしんべん」がA面予定だったがタイアップが決まり「青春の役立たず」に変更された。ライブは「青春りっしんべん」の方が演奏回数が多い。

## 収録曲
1. 青春の役立たず
作詞:サンプラザ中野　作曲・編曲:中崎英也
演奏時間 3:11
AGF「ドンパッチ」CMソング
2. 青春りっしんべん
作詞:サンプラザ中野　作曲:江川ほーじん　編曲:爆風スランプ/中崎英也演奏時間 3:55
「しあわせ (アルバム)」収録。

## 収録アルバム
- 青春玉 -学生時代- (#1,2)
- GOLDEN☆BEST 爆風スランプ ALL SINGLES (#1)